# Duque da Terceira
La Duque da Terceira era un corvetta a propulsione mista da 14 cannoni della Reale Marina portoghese, costruita in Portogallo nella prima metà degli anni sessanta del XIX secolo, e rimasta in servizio dal 1864 al 1910.

## Storia
La corvetta Duque da Terceira, con scafo in legno, fu costruita presso l'Arsenale di Lisbona e fu varata l'8 aprile 1864. L'unità misurava 54,86 metri di lunghezza, dislocava 1.429 tonnellate, aveva un armamento su 15 cannoni e un equipaggio di 224 uomini. Tra il 1866 e il 1867 fu in Inghilterra dove ricevette le macchine per la propulsione a vapore eroganti la potenza di 660 ihp. Nel 1872 partì per la stazione navale dell'Angola. Nel 1879 partecipò alle operazioni militari in Guinea, poi visitò il Sud America e fu nuovamente di stanza presso la Stazione Navale dell'Angola. Nel 1897 partecipò alle campagne nella provincia di Gaza in Mozambico e appoggiò le operazioni contro i Namarrais condotte da Joaquim Augusto Mouzinho de Albuquerque; tornò a Lisbona nel 1898 e, da quel momento in poi, effettuò solo viaggi di addestramento. Nel marzo 1906 fu disarmata e a maggio ricevette anche l'ordine di servire come deposito per i soldati di truppa del corpo della fanteria di marina. Radiata nel 1910, considerata inutilizzabile, fu venduta per la demolizione il 16 maggio 1911.